# Могучие рейнджеры
«Могу́чие ре́йнджеры» (англ. Power Rangers) — американский супергеройский телесериал, созданный компанией «Saban» в 1993 году на основе японского сериала в жанре токусацу «Super Sentai». С 1997 года по 2002 год сериал производился компанией «Saban Entertainment», с 2002 года по 2009 год компанией «BVS Entertainment», С 2010 по 2018 компанией «Saban Brands». С 2019 года производством сериала занимаются «SCG Power Rangers» и «Hasbro».
Весной 2018 года компания Hasbro выкупила права на бренд Power Rangers у Saban Brands. Вместе с этим известный производитель игрушек приобрёл такие франшизы, как My Pet Monster, Popples, Julius Jr., Luna Petunia и Treehouse Detectives. Стоимость приобретения, представляющая собой комбинацию из наличных и ценных бумаг, составляет 522 миллиона долларов США. В феврале этого года Hasbro заплатила Saban 22,25 миллиона за лицензию на Power Rangers, продукты под маркой данного бренда компания начала весной 2019 года.

## Сюжет
Каждый сезон рассказывает о том, как несколько молодых человек становятся Могучими Рейнджерами — героями в костюмах из спандекса, чтобы сражаться со злодеями, которые пытаются захватить или уничтожить мир. Лидером команды почти всегда был Красный Рейнджер. В большинстве серий герои сражаются с монстром, которого создал или нанял главный злодей, а иногда Рейнджерам приходится сражаться с кем-то из лидеров злодеев. Когда монстр терпит поражение на земле, он становится Мега Монстром (вырастает до огромных размеров) и тогда Рейнджеры сражаются с ним на огромных Зордах — управляемых ими роботах, которые зачастую (но не всегда) основаны на животных, машинах и иногда используют восточные боевые искусства. Зорды могут объединиться в большого человекоподобного робота — Мегазорда, в котором Рейнджеры эффективнее сражаются с Мега Монстром. Также со временем к ним может присоединиться один или несколько новых Рейнджеров. В конце сезона все Зорды соединяются в Ультразорда, который и побеждает главного злодея.
Всего вышло 30 сезонов. В первых шести действовала одна и та же команда, но в каждом сезоне была замена кого-либо из участников. Начиная с седьмого сезона, «Могучие Рейнджеры: Потерянная галактика», который был последним имевшим сюжетную связь с предыдущими сезонами, действовала схема «один сезон — одна команда». Также с седьмого сезона началась традиция эпизодов с объединением команд Рейнджеров, злодеев и других персонажей из разных сезонов. Начиная с 18 сезона, «Могучие Рейнджеры: Самураи», шоу вернулось к многосезонному формату, с сюжетными линиями, каждая из которых продолжается в течение двух сезонов. 26 и 27 сезоны, «Могучие Рейнджеры: Звероморферы», являются прямым продолжением 17 сезона, «Могучие Рейнджеры: RPM». «Могучие Рейнджеры: Дино Фьюри» и «Могучие Рейнджеры: Космо Ярость» стали первым после оригинального сериала сезонами, где одна команда действовала дольше двух сезонов.
«Могучие Рейнджеры: Космо Ярость» стал последним сезоном франшизы до её перезагрузки, которую изначально планировалась выпустить в 2025 году. В июне 2024 года было объявлено, что ни один из планов по перезагрузке сериала на Netflix реализован не будет. Hasbro Entertainment объявили, что ищут партнера, чтобы направить сериал в новом творческом направлении. Никаких предварительных сроков объявлено не было .
В декабре 2024 года появились сообщения о том, что Paramount Pictures в партнерстве с Hasbro разрабатывает новый фильм-перезапуск «Могучих рейнджеров».
В марте 2025 года было объявлено, что Hasbro Entertainment и 20th Television спродюсируют новый сериал про могучих рейнджеров для Disney+, а Джонатан И. Стайнберг и Дэн Шотц ведут переговоры с кандидатами на позиции сценаристов, шоураннеров и исполнительных продюсеров.
2 апреля 2025 года президент и исполнительный директор Toei, Фумио Ёсимура, объявил, что Toei и Saban не участвуют в создании нового сериала для Disney+.

## Сериал
| Сезон | Сезон                                 | Название                                | Эпизоды         | Эпизоды          | Премьера на ТВ   | Премьера на ТВ      | Сеть               |
| Сезон | Сезон                                 | Название                                | Эпизоды         | Эпизоды          | Премьера сезона  | Финал сезона        | Сеть               |
| ----- | ------------------------------------- | --------------------------------------- | --------------- | ---------------- | ---------------- | ------------------- | ------------------ |
|       | 1                                     | Могучие рейнджеры                       | 60              | 60               | 28 августа 1993  | 23 мая 1994         | FOX (Fox Kids)     |
|       | 2                                     | Могучие рейнджеры                       | 52              | 52               | 21 июля 1994     | 20 мая 1995         | FOX (Fox Kids)     |
|       | 3                                     | Могучие рейнджеры                       | 33              | 33               | 2 сентября 1995  | 27 ноября 1995      | FOX (Fox Kids)     |
|       | 3.5                                   | Морские рейнджеры с планеты Аквитар     | 10              | 10               | 5 февраля 1996   | 17 февраля 1996     | FOX (Fox Kids)     |
|       | 4                                     | Могучие рейнджеры: Зео                  | 50              | 50               | 20 апреля 1996   | 27 ноября 1996      | FOX (Fox Kids)     |
|       | 5                                     | Могучие рейнджеры: Турбо                | 45              | 45               | 19 апреля 1997   | 24 ноября 1997      | FOX (Fox Kids)     |
|       | 6                                     | Могучие рейнджеры: В космосе            | 43              | 43               | 6 февраля 1998   | 21 ноября 1998      | FOX (Fox Kids)     |
|       | 7                                     | Могучие рейнджеры: Потерянная галактика | 45              | 45               | 6 февраля 1999   | 18 декабря 1999     | FOX (Fox Kids)     |
|       | 8                                     | Могучие рейнджеры: Успеть на помощь     | 40              | 40               | 12 февраля 2000  | 18 ноября 2000      | FOX (Fox Kids)     |
|       | 9                                     | Могучие рейнджеры: Патруль времени      | 40              | 40               | 3 февраля 2001   | 17 ноября 2001      | FOX (Fox Kids)     |
|       | 10                                    | Могучие рейнджеры: Дикий мир            | 40              | 26               | 2 февраля 2002   | 10 августа 2002     | FOX (Fox Kids)     |
| 14    | 10                                    | Могучие рейнджеры: Дикий мир            | 40              | 14 сентября 2002 | 16 ноября 2002   | ABC (ABC Kids)      |                    |
|       | 11                                    | Могучие рейнджеры: Ниндзя Шторм         | 38              | 38               | 15 февраля 2003  | ABC (ABC Kids)      | 15 ноября 2003     |
|       | 12                                    | Могучие рейнджеры: Дино Гром            | 38              | 38               | 14 февраля 2004  | 20 ноября 2004      | ABC Family (Jetix) |
|       | 13                                    | Могучие рейнджеры: К.П.Д.               | 38              | 21               | 5 февраля 2005   | 10 июля 2005        | ABC Family (Jetix) |
| 13    | 13                                    | Могучие рейнджеры: К.П.Д.               | 38              | 16 июля 2005     | 28 октября 2005  | Toon Disney (Jetix) |                    |
| 1     | 13                                    | Могучие рейнджеры: К.П.Д.               | 38              | 2 февраля 2006   | 2 февраля 2006   | ABC Family (Jetix)  |                    |
| 3     | 13                                    | Могучие рейнджеры: К.П.Д.               | 38              | 4 ноября 2005    | 14 ноября 2005   | Toon Disney (Jetix) |                    |
|       | 14                                    | Могучие рейнджеры: Мистическая сила     | 32              | 24               | 20 февраля 2006  | Toon Disney (Jetix) | 14 августа 2006    |
| 1     | 14                                    | Могучие рейнджеры: Мистическая сила     | 32              | 20 августа 2006  | 20 августа 2006  | ABC Family (Jetix)  |                    |
| 7     | 14                                    | Могучие рейнджеры: Мистическая сила     | 32              | 18 сентября 2006 | 13 ноября 2006   | Toon Disney (Jetix) |                    |
|       | 15                                    | Могучие рейнджеры: Операция «Овердрайв» | 32              | 32               | 26 февраля 2007  | Toon Disney (Jetix) | 12 ноября 2007     |
|       | 16                                    | Могучие рейнджеры: Ярость джунглей      | 32              | 32               | 18 февраля 2008  | Toon Disney (Jetix) | 3 ноября 2008      |
|       | 17                                    | Могучие рейнджеры: RPM                  | 32              | 32               | 7 марта 2009     | 26 декабря 2009     | ABC (ABC Kids)     |
|       | RV                                    | Могучие рейнджеры (новая версия)        | 32              | 32               | 2 января 2010    | 28 августа 2010     | ABC (ABC Kids)     |
|       | 18                                    | Могучие рейнджеры: Самураи              | 23              | 23               | 7 февраля 2011   | 10 декабря 2011     | Nickelodeon        |
| 19    | Могучие рейнджеры: Супер Самураи      | 22                                      | 22              | 18 февраля 2012  | 15 декабря 2012  |                     | Nickelodeon        |
|       | 20                                    | Могучие рейнджеры: Мегафорс             | 22              | 22               | 2 февраля 2013   | 7 декабря 2013      | Nickelodeon        |
| 21    | Могучие рейнджеры: Супер Мегафорс     | 20                                      | 20              | 15 февраля 2014  | 22 ноября 2014   |                     | Nickelodeon        |
|       | 22                                    | Могучие рейнджеры: Дино Заряд           | 22              | 22               | 7 февраля 2015   | 12 декабря 2015     | Nickelodeon        |
| 23    | Могучие рейнджеры: Супер Дино Заряд   | 22                                      | 22              | 30 января 2016   | 10 декабря 2016  |                     | Nickelodeon        |
|       | 24                                    | Могучие рейнджеры: Сталь Ниндзя         | 22              | 22               | 21 января 2017   | 2 декабря 2017      | Nickelodeon        |
| 25    | Могучие рейнджеры: Супер Сталь Ниндзя | 22                                      | 22              | 27 января 2018   | 1 декабря 2018   |                     | Nickelodeon        |
|       | 26                                    | Могучие рейнджеры: Звероморферы         | 22              | 22               | 2 марта 2019     | 14 декабря 2019     | Nickelodeon        |
| 27    | 22                                    | 22                                      | 22 февраля 2020 | 12 декабря 2020  |                  |                     | Nickelodeon        |
|       | 28                                    | Могучие рейнджеры: Дино Фьюри           | 22              | 8                | 20 февраля 2021  | 17 апреля 2021      | Nickelodeon        |
| 3     | 28                                    | Могучие рейнджеры: Дино Фьюри           | 22              | 15 июня 2021     | 15 июня 2021     | Netflix             |                    |
| 11    | 28                                    | Могучие рейнджеры: Дино Фьюри           | 22              | 15 октября 2021  | 15 октября 2021  | Netflix             |                    |
| 29    | 22                                    | Могучие рейнджеры: Дино Фьюри           | 11              | 3 марта 2022     | 3 марта 2022     | Netflix             |                    |
| 29    | 22                                    | Могучие рейнджеры: Дино Фьюри           | 11              | 29 сентября 2022 | 29 сентября 2022 | Netflix             |                    |
|       | 30                                    | Могучие рейнджеры: Космо Ярость         | 10              | 10               | 29 сентября 2023 | 29 сентября 2023    |                    |

## Полнометражные фильмы

### Оригинальные фильмы
Помимо сериала компания «Saban» совместно с 20th Century Fox выпустила два полнометражных фильма: «Могучие морфы: Рейнджеры силы» в 1995 году и «Турборейнджеры» в 1997 году. И если первый фильм мало связан с сюжетом сериала, то второй является прологом к пятому сезону «Могучие Рейнджеры: Турбо». 19 апреля 2023 года вышел специальный фильм, посвящёный тридцателетию сериала, Могучие Рейнджеры: Однажды и навсегда.

### Перезагрузка
В 2014 году стало известно, что кинокомпания «Lionsgate» возродит телефраншизу «Могучие Рейнджеры» на большом экране. Над киноадаптацией будут работать совместно с компанией «Saban Brands», создателем и правообладателем бренда «Могучие Рейнджеры». Об этом сообщила Variety со ссылкой на официальные заявления студий. Главные роли в фильме исполнят Дэйкр Монтгомери (Красный рейнджер), Луди Лин (Чёрный рейнджер), АрДжей Сайлер (Синий рейнджер), Бекки Джи (Жёлтый рейнджер), Наоми Скотт (Розовый рейнджер), а также Элизабет Бэнкс в роли Риты Репульсы. Режиссёром фильма стал Дин Израэлайт. Мировая премьера фильма состоялась 22 марта 2017 года. В России фильм появился на больших экранах 23 марта 2017 года.
| Фильм                                                                               | Дата выхода         | Сборы               | Сборы               | Сборы               | Режиссёр(ы)               | Компания                                            | Компания                      |
| Фильм                                                                               | Дата выхода         | В США               | За границей         | Всего               | Режиссёр(ы)               | Производство                                        | Распространение               |
| Оригинальные фильмы                                                                 | Оригинальные фильмы | Оригинальные фильмы | Оригинальные фильмы | Оригинальные фильмы | Оригинальные фильмы       | Оригинальные фильмы                                 | Оригинальные фильмы           |
| ----------------------------------------------------------------------------------- | ------------------- | ------------------- | ------------------- | ------------------- | ------------------------- | --------------------------------------------------- | ----------------------------- |
| Могучие морфы: Рейнджеры силы (Mighty Morphin Power Rangers: The Movie)             | 30 июня 1995        | $38,187,431         | $28,245,763         | $66,433,194         | Брайан Спайсер            | Saban Entertainment Toei Company Fox Family Films   | 20th Century Fox              |
| Турборейнджеры (Turbo: A Power Rangers Movie)                                       | 28 марта 1997       | $8,363,899          | $1,251,941          | $9,615,840          | Дэвид Уиннинг и Шуки Леви | Saban Entertainment Toei Company Fox Family Films   | 20th Century Fox              |
| Могучие Рейнджеры: Однажды и навсегда (Mighty Morphin Power Rangers: Once & Always) | 19 апреля 2023      | н/д                 | н/д                 | н/д                 | Чарли Хэскелл             | Hasbro Entertainment One                            | Netflix                       |
| Перезагрузка                                                                        |                     |                     |                     |                     |                           |                                                     |                               |
| Могучие рейнджеры Power Rangers                                                     | 24 марта 2017       | $85,364,450         | $57,167,102         | $142,531,552        | Дин Израэлайт             | Lionsgate Films SCG Films Temple Hill Entertainment | Lionsgate (США) Toei (Япония) |
| Всего                                                                               | 1995–2017           | $131,915,780        | $86,664,806         | $218,580,586        |                           |                                                     |                               |

### Комментарии
1. ↑  Костюмы, реквизит и отснятый материал.
2. ↑  На Nickelodeon полный сезон завершился 18 декабря 2021 года.
3. ↑  15 июня 2021 года на Netflix были показаны первые 11 эпизодов сезона.